# Palaeoloxodon falconeri
Palaeoloxodon falconeri és un elefant fòssil del Plistocè. Se n'han trobat fòssils a diferents illes del mar Mediterrani: Malta, Sicília, Creta i diverses illes gregues. Aquests animals eren molt més petits que les espècies del continent. S'han trobat fòssils a Sicília i Malta que mostren que els adults no superaven un metre.
L'avantpassat d'aquesta espècie fou l'elefant de bosc del Plistocè Elephas antiquus. Vivia en regions boscoses de tot Europa i part d'Àsia. En comparació amb l'elefant nan (Elephas falconeri), E. antiquus tenia una alçada a la creu d'uns bons tres metres.
Els elefants són i eren bons nedadors. Durant les edats glacials, el nivell del mar era més baix que en l'actualitat. Així doncs, les distàncies entre les illes eren menors i hi havia ponts de terra. Els animals simplement nedaven d'una illa a l'altra. Quan el gel es fongué i el nivell del mar pujà, els animals ja no pogueren travessar més el mar. Com que la vegetació disponible a les illes era limitada, els elefants evolucionaren en espècies més petites.
S'han trobat espècies similars d'elefants nans a l'illa indonèsia de Sulawesi.